# Davy Overes
Davy Overes (22 februari 2001) is een voormalig Nederlands voetballer die als verdediger voor FC Dordrecht speelde.

## Carrière
Davy Overes speelde in de jeugd van Alphense Boys, ADO Den Haag, weer Alphense Boys en FC Dordrecht. Hij debuteerde voor FC Dordrecht op 6 september 2020, in de met 2-1 verloren uitwedstrijd tegen FC Den Bosch. Hij kwam na de rust in het veld voor de geblesseerd geraakte Matthew Bondswell. Vanwege de blessure bij Bondswell maakte hij de week erna in de met 1-3 verloren thuiswedstrijd tegen Excelsior zijn basisdebuut.

### Statistieken
| Seizoen                         | Club           | Land           | Competitie     | Competitie | Competitie | Beker | Beker | Totaal | Totaal |
| Seizoen                         | Club           | Land           | Competitie     | Wed.       | Dlp.       | Wed.  | Dlp.  | Wed.   | Dlp.   |
| ------------------------------- | -------------- | -------------- | -------------- | ---------- | ---------- | ----- | ----- | ------ | ------ |
| 2020/21                         | FC Dordrecht   | Nederland      | Eerste divisie | 4          | 0          | 0     | 0     | 2      | 0      |
| Carrièretotaal                  | Carrièretotaal | Carrièretotaal | Carrièretotaal | 2          | 0          | 0     | 0     | 2      | 0      |
| Bijgewerkt op 12 september 2020 |                |                |                |            |            |       |       |        |        |